# Wilhelm Vogelsang
Wilhelm Vogelsang (* 16. Februar 1877 in Niederwenigern; † 6. September 1939 in Essen) war ein deutscher Unternehmer.

## Familie
Wilhelm Vogelsang wurde in der Kornbranntweinbrennerei Vogelsang in Niederwenigern-Dumberg, heute Hattingen, als Sohn von Johann Max Heinrich Vogelsang (1849–1903) und Elisabeth Bernhardine Vogelsang, geb. Oberste Barenberg (1849–1895) geboren. Seine Familie stammt aus dem Saarland. Dort betrieb sie seit 1750 eine Brennerei und war in der Herstellung von Stahlfedern tätig. Wilhelm Vogelsang war der zweitälteste Sohn und hatte vier Brüder und zwei Schwestern. 
Vogelsang heiratete am 15. Juli 1915 Antonie Weltmann (1892–1972). Das Ehepaar hatte fünf Kinder.

## Leben und Wirken
Vogelsang besuchte die Volksschule in Niederwenigern und erlernte anschließend im väterlichen Betrieb das Brennwesen. Nach dem Tod seines Vaters übernahm er die Leitung der Brennerei. 1910 ließ er sich sein Erbe auszahlen und erwarb am 27. September 1910 auf der rechten Seite der Ruhr die Villa Vogelsang, die Horster Mühle und 130 Morgen Land (Felder und Wald). Im selben Jahr erwarb er außerdem die Zeche Wohlverwahrt.
Im Jahre 1928 suchte der damalige Besitzer des Rittergutes Horst, Graf von Marchant und Ansembourg (1887–1959), einen Käufer für das der Besitzung Vogelsang angrenzende Anwesen und für den Steinbruch Silberkuhle. Vogelsang erwarb beide und vereinigte so einen großen Teil der Ländereien der früheren Herren von Horst wieder in einer Hand. Im Jahre 1939 musste er das Kernstück des Gutes in Größe von 160 Morgen an den Fiskus für die Anlage eines Truppenübungsplatzes abgeben.
Die nach ihm benannte Villa Vogelsang ließ er in ein repräsentatives Wohnhaus umbauen. Auf der Zeche Wohlverwahrt baute er das heute noch erhaltene Zechengebäude, und in der Horster Mühle errichtete er eine Carbidfabrik. Er erweiterte die baulichen Anlagen durch Aufstockung der alten Mühlen- und Färbereigebäude und den Neubau weiterer Werkshallen. Überragt wurde die Anlage durch den hohen Schornstein mit dem Namenszug von W. Vogelsang. Seit Dezember 2024 wird er Stück für Stück abgetragen, da er nicht mehr standsicher ist. Hinzu kamen ein Wasserkraftwerk sowie eine Kesselhaus- und Dampfturbinenanlage, um den hohen Bedarf an elektrischem Strom bei der Produktion von Calciumcarbid zu decken. Das Wasserkraftwerk wurde 1923 erweitert.
Die Produktion von Carbid ist technisch sehr aufwändig. Dass Vogelsang ohne entsprechende Fachkenntnisse eine Wassermühle in eine Carbidfabrik umbaute, zeugt von großem unternehmerischem Wagemut. Jedoch waren Rückschläge und Misserfolge unausweichlich. Nach der Explosion der Dampfturbine musste die Carbid-Produktion 1932 eingestellt und die Fabrik stillgelegt werden. Die Wasserkraftanlage wurde weiter betrieben und lieferte Strom ins öffentliche Netz.
Die Förderung von Kohle in der Zeche Wohlverwahrt betrug im Jahre 1920 etwa 10.000 Tonnen bei etwa 65 Beschäftigten. 1921 fielen große Teile einem Ruhrhochwasser zum Opfer, am 1. März 1923 wurde der Förderbetrieb eingestellt. Ab dem 30. Juni 1925 ruhte der Betrieb. Um die Zeche auszubauen und die Kohleförderung wiederaufzunehmen, verkaufte Vogelsang nach der Aufgabe der Carbid-Produktion seine Lizenz des Carbidsyndikats. Den anschließenden Erfolg erlebte er nicht mehr.
Bei einem Sturz verletzte sich Vogelsang am Hinterkopf und erlag am 6. September 1939 einem Gehirnschlag. Er wurde auf dem Katholischen Friedhof in Essen-Horst bestattet.

## Nach Mitgliedern der Familie benannte Straßen
Im Essener Stadtteil Horst ließ Vogelsang Straßen ausbauen oder neu angelegen. Die Antonienallee wurde im Jahr 1919 nach seiner Frau benannt und die Eberhardstraße um 1922 nach seinem Sohn Eberhard, der als Bergassessor ein Bergwerk in Südafrika leitete. Seit 2013 gibt es in einem Neubaugebiet den Wilhelm-Vogelsang-Weg.